# 337
337 (CCCXXXVII) je bilo navadno leto, ki se je po julijanskem koledarju začelo na soboto.

## Dogodki
- Konstantin Veliki se da krstitit.

## Smrti
- Konstantin Veliki